# فرودگاه پاین ماونتین لیک
 فرودگاه پاین ماونتین لیک (به انگلیسی: Pine Mountain Lake Airport) یک فرودگاه است که یک باند فرود آسفالت دارد و طول باند آن ۱۱۰۵ متر است. این فرودگاه در کشور ایالات متحده آمریکا قرار دارد و در ارتفاع ۸۹۳٫۱ متری از سطح دریا واقع شده است.